# Система центральноамериканської інтеграції
Система центральноамериканської інтеграції (ісп. Sistema de la Integración Centroamericana, SICA) — міжнародна організація, створена 12 грудня 1991 року, що об'єднує країни Центральної Америки. Організація закликає приєднуватися як спостерігачів у інші країни світу в рамках дії Генеральної асамблеї ООН та має офіси в штаб-квартірі ООН в Нью-Йорку.
Систему центральноамериканської інтеграції створено в процесі політичної, культурної та економічної інтеграції країн регіону, що розпочався 1907 року з утворенням Центральноамериканського суду. 1951 року з підписанням Сан-сальвадорського договору була створена Організація центральноамериканських країн, ODECA, що, проте, не була ефективною через конфлікти між кількома країнами регіону. В 1991 була заснована SICA, що стала ефективним засобом усунення розбіжностей між країнами-членами. Нині до неї входять 7 центральноамериканських країн і Домініканська республіка, розташована у Вест-Індії, як асоційований член.
У межах організації діють Центральноамериканський парламент, Центральноамериканський банк економічної інтеграції та Центральноамериканський вільний ринок. У планах — створення єдиної валюти та стандартізація паспортів.

## Дочірні організації
- Саміт президентів
- Саміт віце-президентів
- Центральноамериканський парламент, PARLACEN
- Центральноамериканський суд, CCJ
- Рада міністрів зовнішніх справ
- Комітет голов виконавчої влади, CE-SICA
- Генеральний секретаріат, SG-SICA
- Консультативний комітет, CC-SICA

## Члени
Постійні члени
- Беліз
- Коста-Рика
- Гватемала
- Гондурас
- Нікарагуа
- Панама
- Сальвадор

Асоційований член
- Домініканська Республіка

Спостерігачі
- Мексика
- Іспанія
- КНР
- Німеччина
- Чилі